# Зазамерки
Зазамерки, Дзаземахки (чечен. Заза-Мерка) — покинутый аул в Итум-Калинском районе Чеченской Республики.

## Население
| Год  | Численность |
| ---- | ----------- |
| 1874 | 9           |

## География
Расположен на левом берегу реки Аргун, к северо-востоку от районного центра Итум-Кали.
Ближайшие населённые пункты: юго-востоку Итум-Кали, северо-западу Кокадой.